# Sean Kelly
Sean Kelly (irl. Seán James Ó Ceallaigh, ur. 24 maja 1956 w Waterford) – irlandzki kolarz szosowy, jeden z najbardziej utytułowanych zawodników swojego pokolenia.
Kelly specjalizował się w wyścigach jednodniowych i etapówkach. Świetnie radził sobie na zjazdach i sprintach. Dzięki temu wielokrotnie triumfował w klasykach, w tym tych najbardziej prestiżowych – kolarskich monumentach. Udało mu się również wygrać siedmiokrotnie wyścig Paryż-Nicea, co do dziś pozostaje niepobitym rekordem. W 1988 wygrał ponadto cały wyścig Vuelta a España i był pierwszym kolarzem w historii, który wygrał punktową klasyfikację Tour de France cztery razy (1982, 1983, 1985 i 1989).

## Osiągnięcia
Sean Kelly był jednym z dominujących i bardziej utytułowanych kolarzy lat 80. XX w. i jest uważany za jednego z najlepszych kolarzy szosowych wszech czasów. W trakcie swojej kariery, zapoczątkowanej w 1977 roku i zakończonej w 1994 roku, Kelly wygrał 9 monumentów kolarstwa – wielkich klasyków, i w sumie 193 wyścigi zawodowe, co czyni go mniej utytułowanym tylko od samego Eddy'ego Merckxa.
Kelly wygrał także wyścig Paryż-Nicea siedem razy z rzędu, czego jak dotąd nie powtórzył nikt inny. Kilkakrotnie wygrywał Giro di Lombardia, Mediolan-San Remo, Paryż-Roubaix i Liège-Bastogne-Liège. Do innych ważnych osiągnięć zaliczyć można Criterium International, Grand Prix des Nations oraz wiele mniejszych narodowych tourów, włączając w to Tour de Suisse, Dookoła Kraju Basków, Dookoła Katalonii, i Dookoła Irlandii. Należy wspomnieć także o mistrzostwach świata w Chambéry w 1989 roku, gdzie zajął trzecie miejsce, po zaciętej walce z Gregiem LeMondem i Dmitrijem Konyszewem. Brązowy medal zdobył także na rozgrywanych siedem lat wcześniej mistrzostwach świata w Gooodwood, przegrywając tylko z Włochem Giuseppe Saronnim i Gregiem LeMondem. Do rekordów Kelly'ego należy też utrzymanie przez 6 lat z rzędu pierwszej pozycji w zawodowym rankingu UCI (1978–1984). W swoim najlepszym sezonie, w 1984 roku, odniósł łącznie 33 zwycięstwa w zawodowym peletonie.
Podczas gdy większość sprinterów preferuje chowanie się w peletonie aż do ostatnich rozstrzygających metrów wyścigu, Sean Kelly potrafił uciekać samotnie, jak również dobrze czuł się na podjazdach, co udowodnił na Vuelta a España w 1988 roku. Jego zwycięstwa w Paryż-Roubaix (1984, 1986) ukazały jego zdolność do jazdy w ciężkich warunkach pogodowych i po złej nawierzchni. Podczas Tour de France potrafił utrzymać się za specjalistami od jazdy w górach. Był czwarty na Tour de France w 1985 oraz wygrał klasyfikację sprinterską (Zielona Koszulka) w 1982, 1983, 1985 oraz 1989, co uczyniło go pierwszym kolarzem, który dokonał tego cztery razy. Kelly wygrał 21 etapów w „Wielkich Tourach” – 5 w Tour de France i aż 16 w Vuelta a España.
Kelly był znany również jako specjalista od zjazdu. Jego zwycięstwo w Mediolan-San Remo w 1992 roku stało się faktem dzięki karkołomnemu zjazdowi ze wzgórza Poggio w samotnym pościgu za prowadzącym Moreno Argentinem. Na 2 km przed metą tracił do niego 20 sekund, a dogonił go tuż przed linią mety i pokonał na sprincie, mając za plecami cały peleton.
Jego 14 startów w Tour de France przypadało na ery dominacji takich kolarzy jak Eddy Merckx, Bernard Hinault, Greg LeMond, Miguel Indurain, z których każdy był nastawiony głównie na ten wyścig, co w pewnym sensie tłumaczy umiarkowane sukcesy Kelly'ego w tym wyścigu. Kelly był zawodnikiem, który starał się utrzymać równą, wysoką formę w całym sezonie nie preferując szczególnie żadnego z wyścigów. Na przykład w latach 1983 i 1985 wygrał dwa odległe w czasie wyścigi w jednym roku – rozpoczynający sezon Paryż-Nicea i kończący sezon Giro di Lombardia. Ponadto w sezonie 1989 zwyciężył w klasyfikacji generalnej Pucharu Świata, a w sezonie 1990 był trzeci, za Włochem Giannim Bugno i Belgiem Rudy Dhaenensem.

## Zwycięstwa etapowe w „Wielkich Tourach”
- 1978 – 6. etap Tour de France
- 1979 – 1. i 5. etap Vuelta a España
- 1980 – 1., 2., 14., 17., 19. etap Vuelta a España; 19., 21. etap Tour de France
- 1981 – 15. etap Tour de France
- 1982 – 12. etap Tour de France
- 1985 – 2., 9., 15. etap Vuelta a España
- 1986 – 10. i 13. etap Vuelta a España
- 1987 – 1. i 3. etap Vuelta a España
- 1988 – 11. i 20. etap (oraz klasyfikacja generalna) Vuelta a España

## Zwycięstwa w wielkich klasykach
- Mediolan-San Remo 1986, 1992
- Paryż-Roubaix 1984, 1986
- Liège-Bastogne-Liège 1984, 1989
- Giro di Lombardia 1983, 1985, 1991 (zwycięzca edycji dla amatorów w 1976)

## Inne 'klasyki'
- Paryż-Tours – 1984
- GP Ouest France-Plouay – 1984
- Gandawa-Wevelgem – 1988
- Grand Prix des Nations – 1986
- Tour du Haut Var – 1982
- Criterium des As – 1984,1985,1986
- GP d'Isbergues – 1983
- Paris-Bourges – 1984

## Zwycięstwa w wyścigach wieloetapowych
- Vuelta a España – 1988
- Paryż-Nicea – 1982–1988 (7 zwycięstw z rzędu, niepobity rekord)
- Tour de Suisse – 1983, 1990
- Volta Ciclista a Catalunya – 1984, 1986
- Vuelta al País Vasco – 1984, 1986, 1987
- Critérium International – 1983, 1984, 1987
- Setmana Catalana de Ciclisme – 1988
- Driedaagse van De Panne-Koksijde – 1980
- Nissan International Classic – 1985, 1986, 1987, 1991

## Komentator
Chociaż Sean Kelly zakończył już dawno swoją karierę kolarską, nie zerwał całkowicie ze sportem – komentuje dla telewizji Eurosport wiele ważnych wyścigów kolarskich.